# Середнє квадратичне
Кореневе середньоквадратичне, середнє квадратичне (англ. root mean square, RMS, rms, quadratic mean) — квадратний корінь середнього арифметичного квадратів набору чисел.
{\displaystyle M_{2}(x_{1},\dots ,x_{n})={\sqrt {\frac {x_{1}^{2}+\dots +x_{n}^{2}}{n}}}}
Середнє квадратичне є окремим випадком середнього степеневого з експонентою 2.

## Застосування

### Звукотехніка
У звукотехніці під середнім квадратичним розуміють таке значення потужності, при якій нелінійні спотворення вихідного сигналу не перевищують вказаний рівень.[джерело?]